# National Astronomical Observatory of Japan
National Astronomical Observatory of Japan, prescurtat NAOJ, în japoneză 国立天文台 kokuritsu tenmondai, este o organizație de cercetare în astronomie din Japonia, care operează câteva observatoare în Japonia și un observator în Hawaii. A rezultat din contopirea, în 1988, a trei instituții: Observatorul Astronomic din Tokio al Universității Tokio, Observatorul Internațional de Latitudine Mizusawa și o parte din Institutul de Cercetări Atmosferice al Universității Nagoya.